# Афанасиу, Василиос

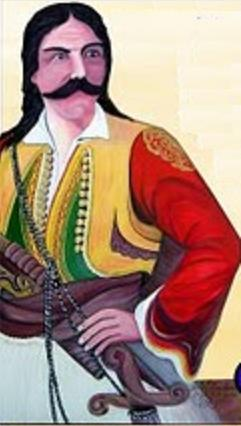
Василиос Афанасиу. Работа неизвестного автора

Василиос Афанасиу (греч.  Βασίλειος Αθανασίου; ) Риза, полуостров Халкидики, Центральная Македония, Османская империя 1790 – Ламия (город) Греческое королевство 1839 – греческий революционер, офицер кавалерии, участник боёв Освободительной войны Греции в Дунайских княжествах, Средней Греции и на острове Крит. Один из первых офицеров жандармерии Греческого королевства.

## Биография
Василиос Афанасиу родился в 1790 году на полуострове Халкидики, Центральная Македония, в селе которое ныне именуется Риза (В Большой Военной энциклопедии 1927 года местом рождения указываются близлежащие Салоники). В XVIII-XIX веках село именовалось Сопотник. Славянский топоним села не оспаривается, однако село населялось исключительно греками македонянами, что было отмечено во второй половине XIX века французским географом и картографом Александром Синве и, что особенно важно, Василом Кынчевом и другими болгарскими этнографами и картографами. 
Не располагаем информацией о молодости Афанасиу, но его появление в 1812 году в Дунайских княжествах (именовавшихся тогда Молдо-Валахия), где с  XVIII века господарями этих полуавтономных княжеств назначались отличившиеся на службе Османской империи константинопольские греки-фанариоты :70, создавшие при своих дворах гарнизоны из так называемых «арнаутов» (то есть носящих юбку-фустаннелу), в основном греков или эллинизированных православных албанцев, предполагает что Афанасиу был арматолом.
Находясь на территории свободной от османских ограничений, греческие правители княжеств создали в составе своих гарнизонов и довольно большие кавалерийские отряды, насчитывавшие несколько сотен всадников. Афанасиу был зачислен в один из этих отрядов.

## Участие в Греческой революции

### В Дунайские княжествах
Созданная в Одессе в 1814 году, греческая революционная организация Филики Этерия, поставившая себе целью освободить Грецию от османского ига, создала подпольную сеть кроме собственно греческих земель и в Дунайских княжествах, надеясь на поддержку господарей и на участие их воинских отрядов в Освободительной войне:А-353.
Усилиями гетериста и российского дипломата Г. Левентиса, накануне восстания фессалиец Г. Олимпиос и македонянин Я. Фармакис возглавили гарнизон господаря Валахии Иоанна II Караджи.
22 февраля 1821 года А. Ипсиланти, с группой сподвижников перешёл Прут, провозгласив начало Греческой революции:А-385. 
Ипсиланти дал приказ Олимпиосу взять Бухарест и Яссы:67. 
Афанасиу, возглавив свой отряд, перешёл под непосредственное командование Георгакиса Олимпиоса. 
С вступлением османских войск в княжества, гетеристы отошли к северу. 
Афанасиу принял участие в последовавшем сражении при Драгашани. Ингода упоминается и его участии в обороне монастыря Секку.
В действительности все участники обороны монастыря, во главе с Олимпиосом и Фармакисом, погибли. Вероятно речь идёт о атаке повстанцев на турецкий авангард в получасе ходьбы до монастыря, где согласно сопровождавшего турок австрийцу Вольфу «эта банда, несмотря на наше превосходство, имела дерзость встретить авангард таким убийственным огнём, что вскоре около 200 турок были убиты» или о последовавшем через три дня бое с новыми турецкими силами, когда повстанцы обнаружив турок у себя в тылу, побежали к монастырю, но подошли к воротам одновременно с турками и, как писал Вольф, «200 человек оторвались от тех что вошли в монастырь».
Греческий исследователь К. Авгитидис, проживший многие годы в эмиграции в Одессе, пишет, что следуя политике Священного союза и соблюдая строжайший нейтралитет, российский император Александр I запретил оказывать гетеристам какую либо помощь, и закрыл границу с Княжествами не только для греков подданных России, но для греков подданных других стран:62. Однако российские власти, в отличие от австрийских, которые выдворяли гетеристов назад, на занимаемые турками териитории, либо заключали их в тюрьмы, принимали на свою территорию как гетеристов так и беженцев христиан. Согласно тому же Авгитидису, от трёх до четырёх тысяч греческих беженцев нашли убежище в Кишинёве и Одессе. 
Афанасиу сумел выбраться в Россию. Однако в силу ограничений наложенных российскими властями на выезд греков из пределов Российской империи, он сумел выбраться на юг Греции лишь в 1825 году. Учитывая также что восстание в северных греческих землях, включая его родную Македонию, было подавлено практически в первые два года Греческой революции, Афанасиу прибыл на юг Греции, где повстанцы продолжали сражаться.

### в Южной и Средней Греции
Первоначально, в качестве офицера кавалерии, Афанасиу принял участие в боях в Средней Греции, под командованием французского филэллина полковника Шарля Фавье, в составе кавалерийского отряда единственного регулярного полка. 
В 1826 году он перешёл в кавалерийский отряд эпирота Хадзимихалиса Далианиса с которым в ноябре принял участие в походе военачальника Георгия Караискакиса по повторному освобождению Средней Греции, и принял участие в боях при Арахове, при Домбрене и Дистомо.
Однако более всего он отличился в марте, в начальном этапе Битвы при Фалероне, в бою при Метохи. 
И. Макрияннис в своих мемуарах так описывает этот эпизод: 
“Начав бой мы увидели спины турок...из Метохи ринулся мужественный Хадзимихалис со своей кавалерией...были убиты и ранены около 800 турок...все офицеры сражались мужественно...Хадзимихалис, Василис Афанасиу, Николас Дзопанос, Панайотис Какламанос, Костас Паласкас...И убедились турки что им не дадут играть в Пирее”.

### На Крите
В 1828 конный отряд Далианиса, в котором воевал Афанасиу, был переправлен на остров Крит. В ходе экспедиции состоялось ставшее легендой сражение при Франгокастелло.
В этом бою погибло 338 греков, среди них почти все кавалеристы Хадзимихалиса.
Афанасиу был в числе немногих выживших из сражения и, как первому по рангу среди выживших офицеров Далианиса, “Критский совет” поручил ему сформировать новый конный отряд. 
Наряду с местными военачальниками, Афанасиу вёл военные действия на острове, вплоть до 1830 года, до согласованного окончания войны.

## Последние годы
Поскольку в воссозданное к этому времени греческое государство, по настоянию Великих держав, не был включён Крит, Афанасиу вернулся на Пелопоннес. 
Здесь, при поддержке своего кума, И. Макриянниса, он был назначен в только что созданную жандармерию, в звании майора кавалерии (1833). 
Служа в жандармерии отличился в ликвидации вооружённых банд, которые были большой проблемой в первые годы существования Греческого королевства. 
Греческое государство предоставило ему земли в Фтиотиде. Последние годы прожил в Ламии, где вместе со своим кумом Макрияннисом готовил ирредентистские планы по освобождению оставшихся вне воссозданного греческого государства греческих земель, включая его родную Македонию. 
Макрияннис писал в своих Мемуарах: «Я посвятил (в освобождение Македонии) и Василиса Афанасиу. Он был командиром кавалерии на Крите, я его венчал в Аргосе. И он также был македонянином […] Очень честный человек и мужественный».
Афанасиу умер в 1839 году, оставив сиротами 3 несовершеннолетних детей.  